# Economia de Madrid
A economia da cidade de Madrid, com um Produto interno bruto de 103.500 em 2005.é a maior no que diz respeito às cidade de Espanha, e a quarta a nível europeu. O PIB per capita estava situado nos 35.372 USD em 2005.
O PIB tem vindo a crescer nos últimos anos a um ritmo superior do resto do país, tornando a cidade de Madrid a principal propulsora da economia espanhola.

## Áreas económicas
A principal actividade económica da cidade são os serviços, representando 85,09% do total do PIB. Dentro deste sector destacam-se os serviços financeiros (31,91% do PIB total) e as actividades comerciais (31,84% do PIB total). O sector emprega dois terços da população activa madrilenha. Os principais empregadores neste sector são a administração central do Estado e a administração financeira (Madrid é a sede de grande parte das empresas activas em toda a Espanha, acolhendo metade do capital financeiro nacional), somando também os postos de trabalho relacionados com os transportes, nomeadamente no aeroporto Madrid-Barajas. Os maiores centros empregadores da cidade de Madrid são o já referido aeroporto e a IFEMA, Instituição de feiras de Madrid.
A indústria está cada vez menos presente em Madrid, instalando-se em municípios da área metropolitana, principalmente a sudeste. Apesar disso, a indústria continua a ter um peso importante no PIB da cidade. A construção é o sector que mais está crescer, estimado em 8,2% no ano de 2005. A tendência mostra um aumento da construção não residencial, influenciada pela ligeira desaceleração do aumento do preço de imóveis em 2005.
Também o turismo assume um papel preponderante na economia da cidade; Madrid é uma das cidades mais visitadas da Europa, atrás de Paris, Londres e Roma; é a mais visita em Espanha.